# Pérou aux Jeux paralympiques d'été de 2012
Le Pérou a participé aux Jeux paralympiques d'été de 2012 à Londres. Il s'agit de sa septième participation aux Jeux paralympiques d'été. Le Pérou n'a engagé qu'un seul athlète, Pompilio Falconi-Alvarez, qui a pris part au lancer de disque, sans remporter de médaille. Falconi-Alvarez participait à ses premiers Jeux paralympiques. C'est la plus petite délégation envoyée aux Jeux paralympiques depuis 1972[pas clair], à Heidelberg.

## Athlétisme
Hommes
Pompilio Falconi-Alvarez